# Brasilianska cupen (volleyboll, damer)
Brasilianska cupen i volleyboll för damer är en årlig cup som har spelats i Brasilien sedan 2007 organiserad av Confederação Brasileira de Voleibol.

## Resultat per år[1]
| Upplaga              | Upplaga               | Podium                     | Podium        | Podium                      |              |
| Säsong               | Spelplats för finalen | Mästare                    | Matchresultat | Finalist                    |              |
| -------------------- | --------------------- | -------------------------- | ------------- | --------------------------- | ------------ |
| 2007 mer information | Brusque               | Rio de Janeiro Vôlei Clube | 3 - 0         | ADC Bradesco                |              |
| 2008 mer information | Curitiba              | ADC Bradesco               | 3 - 2         | AA São Caetano              |              |
| 2008-13              | -                     | Ej genomförd               | Ej genomförd  | Ej genomförd                | Ej genomförd |
| 2014 mer information | Maringá               | Osasco Voleibol Clube      | 3 - 1         | Serviço Social da Indústria |              |
| 2015 mer information | Cuiabá                | EC Pinheiros               | 3 - 2         | Serviço Social da Indústria |              |
| 2016 mer information | Campinas              | Rio de Janeiro Vôlei Clube | 3 - 0         | Praia Clube                 |              |
| 2017 mer information | Campinas              | Rio de Janeiro Vôlei Clube | 3 - 0         | Minas Tênis Clube           |              |
| 2018 mer information | Lages                 | Osasco Voleibol Clube      | 3 - 0         | Praia Clube                 |              |
| 2019 mer information | Gramado               | Minas Tênis Clube          | 3 - 1         | Praia Clube                 |              |
| 2020 mer information | Jaraguá do Sul        | Rio de Janeiro Vôlei Clube | 3 - 1         | Praia Clube                 |              |
| 2021 mer information | Saquarema             | Minas Tênis Clube          | 3 - 2         | Praia Clube                 |              |
| 2022 mer information | Blumenau              | AV Bauru                   | 3 - 0         | Minas Tênis Clube           |              |
| 2023 mer information | Jaraguá do Sul        | Minas Tênis Clube          | 3 - 1         | Praia Clube                 |              |
| 2024 mer information | São José              | Praia Clube                | 3 - 2         | Minas Tênis Clube           |              |

## Resultat per klubb
| Lag                        | Antal titlar | Vunna upplagor         |
| -------------------------- | ------------ | ---------------------- |
| Rio de Janeiro Vôlei Clube | 4            | 2007, 2016, 2017, 2020 |
| Minas Tênis Clube          | 3            | 2019, 2021, 2023       |
| Osasco Voleibol Clube      | 2            | 2014, 2018             |
| ADC Bradesco               | 1            | 2008                   |
| EC Pinheiros               | 1            | 2015                   |
| AV Bauru                   | 1            | 2022                   |
| Praia Clube                | 1            | 2024                   |